# Conservatorio di Musica di Shanghai
Il Conservatorio di Musica di Shanghai (上海音樂學院T, 上海音乐学院S, Shànghǎi Yīnyuè XuéyuànP) fu fondato il 27 novembre 1927 come prima istituzione musicale d'istruzione superiore in Cina. I suoi insegnanti e studenti hanno vinto premi in patria e all'estero, ottenendo così per il conservatorio il nome di "la culla dei musicisti".

## Storia

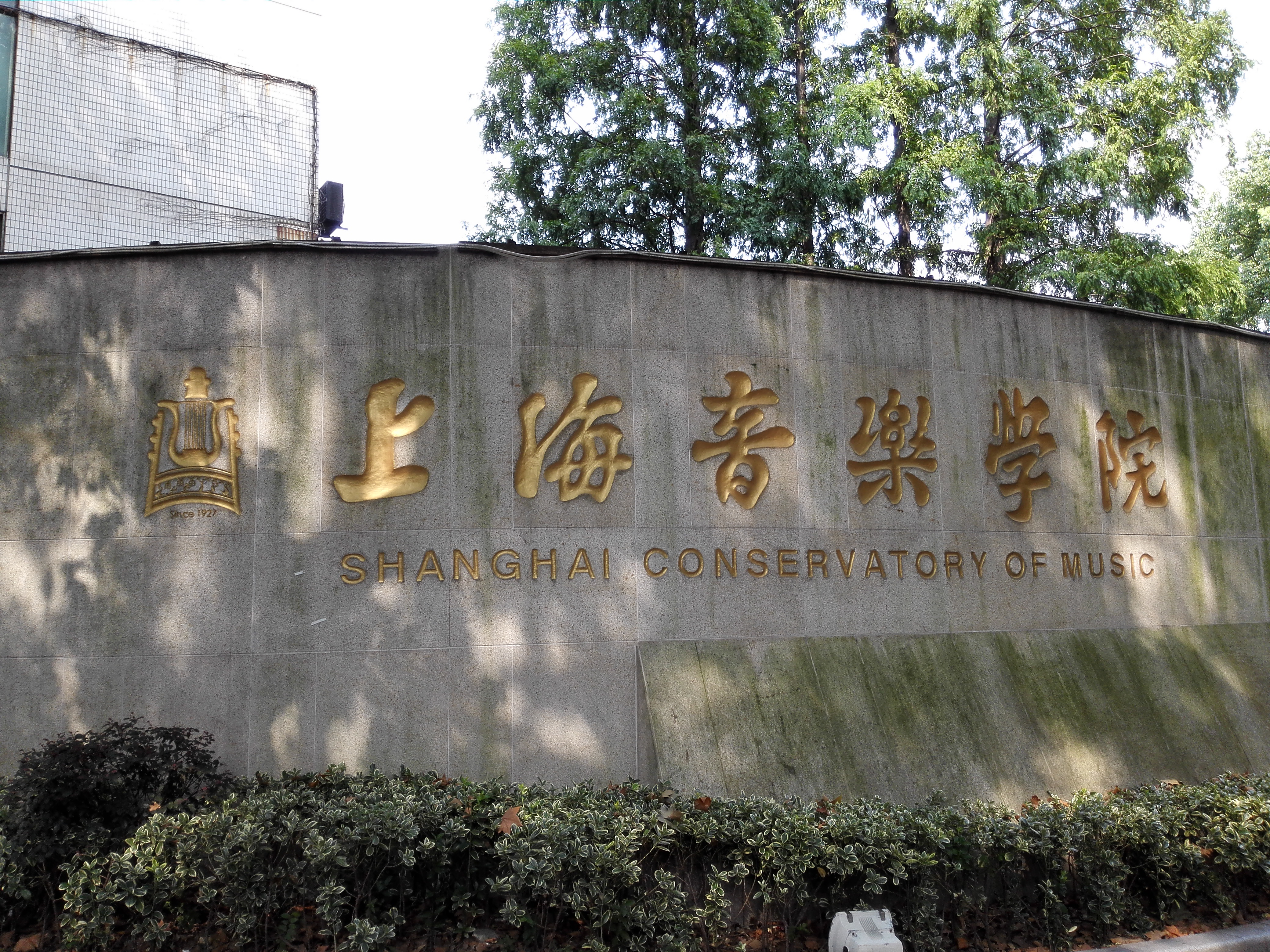
Conservatorio di Musica di Shanghai

Il Conservatorio di Musica di Shanghai è un istituto musicale famoso in patria e all'estero. Trasse origine dal Conservatorio Nazionale di Musica di Shanghai, fondato da Cai Yuanpei il 27 novembre 1927. Il Dr. Xiao Youmei (Shio Yiu-mei) era il direttore della nuova scuola e dei programmi. I suoi insegnamenti erano basati sul modello del Conservatorio di Musica di Lipsia, dove si era laureato. È stata una delle prime istituzioni di apprendimento superiore della musica moderna in Cina. È stata considerata l'istituzione principale per l'apprendimento della musica occidentale. I professori provenivano da Russia e Francia.
Fu ribattezzato più volte: Scuola Nazionale di Formazione di Musica (1929), Ramo del Conservatorio Nazionale di Musica (1943), Scuola Nazionale di Musica di Shanghai (1945), Rami di Shanghai e Huadong del Conservatorio Cinese di Musica (primi anni '50). Ha ottenuto il suo nome attuale nel 1956.

## Programmi
Il Conservatorio di Musica di Shanghai è composto da 13 dipartimenti. Coinvolge sei discipline e 23 sotto-discipline, alcune tradizionali, le altre di recente sviluppo.
Il conservatorio supporta un istituto di ricerca musicale di alto livello, una biblioteca musicale specializzata con una grande collezione, un museo di prima classe di strumenti asiatici e una casa editrice musicale unica.
Una scuola secondaria di sei anni e una sezione elementare di tre anni furono istituite nel 1953 e nel 1956 per preparare i candidati migliori per l'istruzione terziaria, formando così un sistema autonomo con un programma completo di musica e di istruzione accademica.
Tre centri artistici integrano insegnamento, esecuzione e ricerca scientifica:
- Zhou Xiaoyan International Opera Center
- International String Academy
- International Piano Art Center

Il conservatorio ha istituito sei gruppi musicali:
- Orchestra Sinfonica del Conservatorio di Musica di Shanghai
- Nuovo Ensemble
- Quartetto d'archi
- Percussioni
- Orchestra nazionale di musica e coro

Il Conservatorio di Musica di Shanghai mantiene strette relazioni con molti conservatori di prima classe e famosi musicisti, tra cui collaborazioni con scuole negli Stati Uniti, Francia, Regno Unito, Russia, Paesi Bassi, Australia, Austria, Germania e Giappone.
Molti musicisti conosciuti a livello internazionale come Isaac Stern, Itzhak Perlman, Yuri Shishkin, Leon Fleisher, Pinchas Zukerman, Seiji Ozawa, Simon Rattle, Mstislav Rostropovich e Yo-Yo Ma hanno prestato servizio come professori onorari o ospiti.

## Dipartimenti
- Direttore artistico
- Composizione
- Direzione d'orchestra
- General Education
- Strumenti moderni e Percussioni
- Musical
- Educazione musicale
- Ingegneria musicale
- Musicologia
- Strumenti orchestrali
- Pianoforte
- Strumenti tradizionali
- Voce Opera
- Scuola secondaria di musica professionale affiliata al Conservatorio di Musica di Shanghai[2]

## Facoltà e corpo studentesco
Il conservatorio conta 50 professori e 120 professori associati. Ci sono circa 1.200 studenti.

## Ex alunni degni di nota
- Lü Ji, compositore di musica rivoluzionaria
- Hai-Ye Ni
- Muhai Tang
- Du Yun, compositore, esecutore, artista
- Yuan-Qing Yu
- Li Wei Qin
- He Xuntian
- Liu Fang
- Jian Wang
- Zhou Yi
- Jiaxin Cheng
- Rui Shi Zhuo
- Yang Erche Namu
- Liang Geng
- Jampa Tsering
- Wang Jianzhong, compositore e pianista
- Min Huifen, insegnante di erhu
- Zhou Jieqiong (cantante)